# Якшамо Атя
Якшамо Атя (ерз. Якшамо Атя) — ерзянський чарівний персонаж, а також ерзянський аналог Діда Мороза. Його назва походить від двох ерзянських слів.
Резиденція Якшамо Атя знаходиться в селі Кивать Ульяновської області. Саме там він проводить зустріч гостей, влаштовує новорічні свята і дарує їм подарунки.
Якшамо Атя виглядає в образі сивочолого старого, одягнений в традиційний одяг з Мордовським національним орнаметром.
Його внучку звуть Ловонь-Стирня.

## Етимологія
Назва ерзянського аналога Діда Мороза походить від двох слів ерзянської мови:
- Якшамо — холод.
- Атя — дід чи дідусь ерзянською.

Таким чином ім'я цього казкового персонажа перекладається як «холодний Дід».